# 久勢女王
久勢女王（くせじょおう、くせのじょうおう）は、元正天皇時代の伊勢斎宮。父母は不明だが、文武天皇の皇女であり、藤原氏に排斥されたとする説が存在する。

## 経歴
霊亀3年（718年）に伊勢神宮に赴く。その時に、初めて斎宮寮（さいぐうりょう）の印が定められ、公文書に捺されることになった。 養老5年（721年）まで在任した。
同一人物かどうかは不明だが、天平19年（747年）正月、久勢王という皇族が池上女王とともに、無位から従五位下に昇叙されている。